# 2014년 모스크바 지하철 탈선 사고
2014년 모스크바 지하철 탈선 사고(러시아어: Катастрофа в московском метро)는 현지 시각 2014년 7월 15일 오후 8시 45분경, 아르바츠코 포크롭스카야 선의 파르크 포베디 역과 슬라뱐스키 불바르 역 사이에서 모스크바 지하철 상행 열차가 탈선하면서 발생했다. 희생자는 사망자 21명, 부상자 160명인 것으로 보도되었다. 모스크바 지하철은 세계에서 가장 붐비는 지하철 중 하나로 사고가 빈번한 반면, 보통 큰 피해가 발생하진 않는다. 지하철이 빈번한 표적이 되고 있지만 당국에서는 테러가 사고의 원인이라고 고려하고 있지 않다.

## 배경
모스크바 지하철은 세계에서 가장 붐비는 지하철 중 하나로, 매주 900만 여 명의 승객을 수송한다.
총 325.4km 길이의 선로가 놓여 있으며 194개 역이 있다. 모스크바 지하철은 그 신뢰도에 대해 명성을 가지고 있는데도 불구하고 최근 몇 년간 부주의, 비용을 절감하려는 습관, 빈약한 보수, 정전에 점점 더 시달려 오고 있다.

## 사고

2014년 모스크바 지하철 탈선 사고

초반 보도에서는 사고의 원인으로 전원 서지 (power surge)를 들었으나 이는 확정된 것이 아니며 조사중에 있다. 열차에 있던 승객들은 차량들이 서로 충돌하면서, 대부분의 피해가 열차 앞부분에 일어났다고 증언했다. 열차가 모스크바 중심부에서 나와서 이동하던 중 파르크 포베디 역 바로 서쪽에서 탈선이 일어났다.
이 사고로 21명이 사망했으며, 50명 이상이 "위급한 상태"에 빠졌다. 200여명의 사람들이 지하철에서 후송되었고, 이들 중 부상자들은 가까운 곳에서 치료를 받았다. 초반 보도에서는 20명의 승객이 추가로 지하에 남아 있고 차량들 중 한 칸에 갇혀있다고 보도했다. 교통국 대변인은 모든 승객들이 "오전에 피해를 입은 역에서 빠져나왔다"고 말했다. 이번 사고에서 테러 혐의는 고려되지 않았다.
이 사고는 모스크바 지하철 역사상 기술 문제가 원인인 사고 중에서 사망자 수가 가장 많고 1982년 칼리닌스코 솔른쳅스카야 선 아비아모토르나야 역에서 일어난 에스컬레이터 사고 이후 두번째로 가장 치명적인 사고이다.